# Liceo artistico
Il liceo artistico è una scuola secondaria di secondo grado Italiana caratterizzata dall'insegnamento delle tradizionali materie liceali (letteratura, storia, filosofia, matematica, fisica) in connubio a un notevole approfondimento specifico sulle arti applicate e visive (pittura, scultura, architettura, design, grafica, scenografia, audiovisivo, storia dell'arte). Data la forte componente concettuale, storica e letteraria delle belle arti, si tratta di un liceo di tipo umanistico, che offre una notevole preparazione formativa e culturale permettendo l'iscrizione sia all'alta formazione artistica, musicale e coreutica sia all'università.

## Ordinamento attuale
Questo nuovo ordinamento è entrato in vigore dal 1º settembre 2010, sostituendo in pianta stabile tutte le sperimentazioni, i progetti assistiti, i corsi liceali e le opzioni autonome di istituto d'arte precedentemente esistenti.
I quadri orari del nuovo liceo artistico riformato, strutturato nei sei indirizzi con biennio comune, sono i seguenti:

### Indirizzo arti figurative
| Discipline                                                 | 1º biennio | 1º biennio | 2º biennio | 2º biennio | V  |
| Discipline                                                 | I          | II         | III        | IV         | V  |
| ---------------------------------------------------------- | ---------- | ---------- | ---------- | ---------- | -- |
| Lingua e letteratura italiana                              | 4          | 4          | 4          | 4          | 4  |
| Lingua e cultura straniera                                 | 3          | 3          | 3          | 3          | 3  |
| Storia e geografia                                         | 3          | 3          | -          | -          | -  |
| Storia                                                     | -          | -          | 2          | 2          | 2  |
| Filosofia                                                  | -          | -          | 2          | 2          | 2  |
| Matematica 1                                               | 3          | 3          | 2          | 2          | 2  |
| Fisica                                                     | -          | -          | 2          | 2          | 2  |
| Scienze naturali 2                                         | 2          | 2          | -          | -          | -  |
| Chimica 3                                                  | -          | -          | 2          | 2          | -  |
| Storia dell'arte                                           | 3          | 3          | 3          | 3          | 3  |
| Discipline grafiche e pittoriche                           | 4          | 4          | -          | -          | -  |
| Discipline geometriche                                     | 3          | 3          | -          | -          | -  |
| Discipline plastiche e scultoree                           | 3          | 3          | -          | -          | -  |
| Laboratorio artistico 4                                    | 3          | 3          | -          | -          | -  |
| Laboratorio della figurazione                              | -          | -          | 6          | 6          | 8  |
| Discipline pittoriche e/o discipline plastiche e scultoree | -          | -          | 6          | 6          | 6  |
| Scienze motorie e sportive                                 | 2          | 2          | 2          | 2          | 2  |
| Religione cattolica o attività alternative                 | 1          | 1          | 1          | 1          | 1  |
| Totale delle ore settimanali                               | 34         | 34         | 35         | 35         | 35 |

### Indirizzo architettura e ambiente
| Discipline                                     | 1º biennio | 1º biennio | 2º biennio | 2º biennio | V  |
| Discipline                                     | I          | II         | III        | IV         | V  |
| ---------------------------------------------- | ---------- | ---------- | ---------- | ---------- | -- |
| Lingua e letteratura italiana                  | 4          | 4          | 4          | 4          | 4  |
| Lingua e cultura straniera                     | 3          | 3          | 3          | 3          | 3  |
| Storia e geografia                             | 3          | 3          | -          | -          | -  |
| Storia                                         | -          | -          | 2          | 2          | 2  |
| Filosofia                                      | -          | -          | 2          | 2          | 2  |
| Matematica 1                                   | 3          | 3          | 2          | 2          | 2  |
| Fisica                                         | -          | -          | 2          | 2          | 2  |
| Scienze naturali 2                             | 2          | 2          | -          | -          | -  |
| Chimica 3                                      | -          | -          | 2          | 2          | -  |
| Storia dell'arte                               | 3          | 3          | 3          | 3          | 3  |
| Discipline grafiche e pittoriche               | 4          | 4          | -          | -          | -  |
| Discipline geometriche                         | 3          | 3          | -          | -          | -  |
| Discipline plastiche e scultoree               | 3          | 3          | -          | -          | -  |
| Laboratorio artistico 4                        | 3          | 3          | -          | -          | -  |
| Laboratorio di architettura                    | -          | -          | 6          | 6          | 8  |
| Discipline progettuali architettura e ambiente | -          | -          | 6          | 6          | 6  |
| Scienze motorie e sportive                     | 2          | 2          | 2          | 2          | 2  |
| Religione cattolica o attività alternative     | 1          | 1          | 1          | 1          | 1  |
| Totale delle ore settimanali                   | 34         | 34         | 35         | 35         | 35 |

### Indirizzo design
| Discipline                                 | 1º biennio | 1º biennio | 2º biennio | 2º biennio | V  |
| Discipline                                 | I          | II         | III        | IV         | V  |
| ------------------------------------------ | ---------- | ---------- | ---------- | ---------- | -- |
| Lingua e letteratura italiana              | 4          | 4          | 4          | 4          | 4  |
| Lingua e cultura straniera                 | 3          | 3          | 3          | 3          | 3  |
| Storia e geografia                         | 3          | 3          | -          | -          | -  |
| Storia                                     | -          | -          | 2          | 2          | 2  |
| Filosofia                                  | -          | -          | 2          | 2          | 2  |
| Matematica 1                               | 3          | 3          | 2          | 2          | 2  |
| Fisica                                     | -          | -          | 2          | 2          | 2  |
| Scienze naturali 2                         | 2          | 2          | -          | -          | -  |
| Chimica 3                                  | -          | -          | 2          | 2          | -  |
| Storia dell'arte                           | 3          | 3          | 3          | 3          | 3  |
| Discipline grafiche e pittoriche           | 4          | 4          | -          | -          | -  |
| Discipline geometriche                     | 3          | 3          | -          | -          | -  |
| Discipline plastiche e scultoree           | 3          | 3          | -          | -          | -  |
| Laboratorio artistico 4                    | 3          | 3          | -          | -          | -  |
| Laboratorio del design                     | -          | -          | 6          | 6          | 8  |
| Discipline progettuali design              | -          | -          | 6          | 6          | 6  |
| Scienze motorie e sportive                 | 2          | 2          | 2          | 2          | 2  |
| Religione cattolica o attività alternative | 1          | 1          | 1          | 1          | 1  |
| Totale delle ore settimanali               | 34         | 34         | 35         | 35         | 35 |

### Indirizzo audiovisivo e multimediale
| Discipline                                 | 1º biennio | 1º biennio | 2º biennio | 2º biennio | V  |
| Discipline                                 | I          | II         | III        | IV         | V  |
| ------------------------------------------ | ---------- | ---------- | ---------- | ---------- | -- |
| Lingua e letteratura italiana              | 4          | 4          | 4          | 4          | 4  |
| Lingua e cultura straniera                 | 3          | 3          | 3          | 3          | 3  |
| Storia e geografia                         | 3          | 3          | -          | -          | -  |
| Storia                                     | -          | -          | 2          | 2          | 2  |
| Filosofia                                  | -          | -          | 2          | 2          | 2  |
| Matematica 1                               | 3          | 3          | 2          | 2          | 2  |
| Fisica                                     | -          | -          | 2          | 2          | 2  |
| Scienze naturali 2                         | 2          | 2          | 2          | 2          | -  |
| Storia dell'arte                           | 3          | 3          | 3          | 3          | 3  |
| Discipline grafiche e pittoriche           | 4          | 4          | -          | -          | -  |
| Discipline geometriche                     | 3          | 3          | -          | -          | -  |
| Discipline plastiche e scultoree           | 3          | 3          | -          | -          | -  |
| Laboratorio artistico 4                    | 3          | 3          | -          | -          | -  |
| Laboratorio audiovisivo e multimediale     | -          | -          | 6          | 6          | 8  |
| Discipline audiovisive e multimediali      | -          | -          | 6          | 6          | 6  |
| Scienze motorie e sportive                 | 2          | 2          | 2          | 2          | 2  |
| Religione cattolica o attività alternative | 1          | 1          | 1          | 1          | 1  |
| Totale delle ore settimanali               | 34         | 34         | 35         | 35         | 35 |

### Indirizzo grafica
| Discipline                                 | 1º biennio | 1º biennio | 2º biennio | 2º biennio | V  |
| Discipline                                 | I          | II         | III        | IV         | V  |
| ------------------------------------------ | ---------- | ---------- | ---------- | ---------- | -- |
| Lingua e letteratura italiana              | 4          | 4          | 4          | 4          | 4  |
| Lingua e cultura straniera                 | 3          | 3          | 3          | 3          | 3  |
| Storia e geografia                         | 3          | 3          | -          | -          | -  |
| Storia                                     | -          | -          | 2          | 2          | 2  |
| Filosofia                                  | -          | -          | 2          | 2          | 2  |
| Matematica 1                               | 3          | 3          | 2          | 2          | 2  |
| Fisica                                     | -          | -          | 2          | 2          | 2  |
| Scienze naturali 2                         | 2          | 2          | 2          | 2          | -  |
| Storia dell'arte                           | 3          | 3          | 3          | 3          | 3  |
| Discipline grafiche e pittoriche           | 4          | 4          | -          | -          | -  |
| Discipline geometriche                     | 3          | 3          | -          | -          | -  |
| Discipline plastiche e scultoree           | 3          | 3          | -          | -          | -  |
| Laboratorio artistico 4                    | 3          | 3          | -          | -          | -  |
| Laboratorio di grafica                     | -          | -          | 6          | 6          | 8  |
| Discipline grafiche                        | -          | -          | 6          | 6          | 6  |
| Scienze motorie e sportive                 | 2          | 2          | 2          | 2          | 2  |
| Religione cattolica o attività alternative | 1          | 1          | 1          | 1          | 1  |
| Totale delle ore settimanali               | 34         | 34         | 35         | 35         | 35 |

### Indirizzo scenografia
| Discipline                                 | 1º biennio | 1º biennio | 2º biennio | 2º biennio | V  |
| Discipline                                 | I          | II         | III        | IV         | V  |
| ------------------------------------------ | ---------- | ---------- | ---------- | ---------- | -- |
| Lingua e letteratura italiana              | 4          | 4          | 4          | 4          | 4  |
| Lingua e cultura straniera                 | 3          | 3          | 3          | 3          | 3  |
| Storia e geografia                         | 3          | 3          | -          | -          | -  |
| Storia                                     | -          | -          | 2          | 2          | 2  |
| Filosofia                                  | -          | -          | 2          | 2          | 2  |
| Matematica 1                               | 3          | 3          | 2          | 2          | 2  |
| Fisica                                     | -          | -          | 2          | 2          | 2  |
| Scienze naturali 2                         | 2          | 2          | -          | -          | -  |
| Chimica 3                                  | -          | -          | 2          | 2          | -  |
| Storia dell'arte                           | 3          | 3          | 3          | 3          | 3  |
| Discipline grafiche e pittoriche           | 4          | 4          | -          | -          | -  |
| Discipline geometriche                     | 3          | 3          | -          | -          | -  |
| Discipline plastiche e scultoree           | 3          | 3          | -          | -          | -  |
| Laboratorio artistico 4                    | 3          | 3          | -          | -          | -  |
| Laboratorio di scenografia                 | -          | -          | 5          | 5          | 7  |
| Discipline geometriche e scenotecniche     | -          | -          | 2          | 2          | 2  |
| Discipline progettuali scenografiche       | -          | -          | 5          | 5          | 5  |
| Scienze motorie e sportive                 | 2          | 2          | 2          | 2          | 2  |
| Religione cattolica o attività alternative | 1          | 1          | 1          | 1          | 1  |
| Totale delle ore settimanali               | 34         | 34         | 35         | 35         | 35 |

### Indirizzo Teatro5
| Discipline                                        | 1º biennio | 1º biennio | 2º biennio | 2º biennio | V  |
| Discipline                                        | I          | II         | III        | IV         | V  |
| ------------------------------------------------- | ---------- | ---------- | ---------- | ---------- | -- |
| Lingua e letteratura italiana                     | 4          | 4          | 4          | 4          | 4  |
| Lingua e cultura straniera                        | 3          | 3          | 3          | 3          | 3  |
| Storia e geografia                                | 3          | 3          | -          | -          | -  |
| Storia                                            | -          | -          | 2          | 2          | 2  |
| Filosofia                                         | -          | -          | 2          | 2          | 2  |
| Matematica 1                                      | 3          | 3          | 2          | 2          | 2  |
| Fisica                                            | -          | -          | 2          | 2          | 2  |
| Scienze naturali 2                                | 2          | 2          | -          | -          | -  |
| Chimica 3                                         | -          | -          | 2          | 2          | -  |
| Storia dell'arte                                  | 3          | 3          | 3          | 3          | 3  |
| Discipline grafiche e pittoriche                  | 4          | 4          | -          | -          | -  |
| Discipline geometriche                            | 3          | 3          | -          | -          | -  |
| Discipline plastiche e scultoree                  | 3          | 3          | -          | -          | -  |
| Laboratorio artistico 4                           | 3          | 3          | -          | -          | -  |
| Laboratorio d'interpretazione e tecniche teatrali | -          | -          | 5          | 5          | 7  |
| Storia del teatro e dello spazio scenico          | -          | -          | 2          | 2          | 2  |
| Discipline progettuali dello spettacolo           | -          | -          | 5          | 5          | 5  |
| Scienze motorie e sportive                        | 2          | 2          | 2          | 2          | 2  |
| Religione cattolica o attività alternative        | 1          | 1          | 1          | 1          | 1  |
| Totale delle ore settimanali                      | 34         | 34         | 35         | 35         | 35 |

- 1 Con Informatica al primo biennio
- 2 Biologia, Chimica, Scienze della Terra
- 3 Chimica dei materiali
- 4 Il laboratorio ha prevalentemente una funzione orientativa verso gli indirizzi attivi dal terzo anno e consiste nella pratica delle tecniche operative specifiche, svolte con criterio modulare quadrimestrale o annuale nell'arco del biennio, fra cui le tecniche audiovisive e multimediali
- 5 Indirizzo sperimentale attivo dal 2020

In tutti gli indirizzi è previsto l'insegnamento, in lingua straniera, di una disciplina non linguistica (CLIL) compresa nell'area delle attività e degli insegnamenti obbligatori per tutti gli studenti o nell'area degli insegnamenti attivabili dalle istituzioni scolastiche nei limiti del contingente di organico a esse annualmente assegnato.

## Storia e ordinamenti previgenti

### Istituto d'arte
Gli istituti d’arte furono varati ufficialmente nel 1923, nell'ambito dell'ordinamento italiano per l'istruzione artistica, al "fine di addestrare alla produzione artistica, a seconda delle tradizioni, delle industrie e delle materie prime regionali": articolati come regie scuole d'arte (primo grado di istruzione artistica), regie scuole artistico-industriali (secondo grado di istruzione artistica) e regi istituti d'arte (terzo grado di istruzione artistica), avevano un’offerta formativa fortemente influenzata dal rapporto territoriale tra arte e mestiere, per tale ragione furono attivati a livello regionali eterogenee sezioni formative nelle arti minori o professionali, come oreficeria, ceramica, mosaico, stampa d'arte, decorazione e design, e nelle arti commerciali, come grafica pubblicitaria, fotografia, scenotecnica, moda, animazione e produzione filmica.
Al termine dell'istituto d'arte, previo esame di Stato, si conseguiva il diploma di maestro d'arte che consentiva l'esercizio professionale o il proseguimento degli studi con ammissione diretta alle scuole di pittura, scultura, decorazione e scenografia delle accademie di belle arti.
Per l'accesso agli altri corsi di formazione universitaria la legge n. 692/1970 istituì corsi di studi sperimentali in arte applicata (al termine dei quali si conseguiva la corrispondente maturità).
L'ordinamento di studi degli istituti d'arte dal 1970 fino alla soppressione nel 2010, che si caratterizzava per una notevole preparazione nelle discipline umanistiche, artistiche e professionali, fu il seguente:
| Discipline                                                                                       |        |         |          |         |        |
| Discipline                                                                                       | I anno | II anno | III anno | IV anno | V anno |
| ------------------------------------------------------------------------------------------------ | ------ | ------- | -------- | ------- | ------ |
| Italiano, storia ed educazione civica                                                            | 4      | 4       | 4        | 6       | 6      |
| Storia dell'arte e delle arti applicate                                                          | 2      | 2       | 2        | 4       | 4      |
| Matematica, contabilità ed informatica                                                           | 3      | 3       | 3        | -       | -      |
| Matematica e fisica                                                                              | -      | -       | -        | 5       | 5      |
| Scienze, chimica e geografia                                                                     | 2      | 2       | 2        | -       | -      |
| Chimica e laboratorio tecnologico                                                                | -      | -       | -        | 4       | 4      |
| Economia e sociologia                                                                            | -      | -       | -        | 1       | 1      |
| Tecnologia                                                                                       | 1      | 1       | 1        | -       | -      |
| Educazione visiva                                                                                | -      | -       | -        | 2       | 2      |
| Disegno dal vero                                                                                 | 4      | 4       | 4        | -       | -      |
| Disegno geometrico e architettonico                                                              | 4      | 4       | 4        | -       | -      |
| Geometria descrittiva                                                                            | -      | -       | -        | 4       | 4      |
| Discipline plastiche                                                                             | 4      | 4       | 4        | -       | -      |
| Disegno professionale                                                                            | 4      | 4       | 4        | -       | -      |
| Progettazione                                                                                    | -      | -       | -        | 6       | 6      |
| Arti e tecniche professionali caratterizzanti la specifica sezione (laboratori di esercitazioni) | 8      | 8       | 8        | 4       | 4      |
| Scienze motorie e sportive                                                                       | 2      | 2       | 2        | 2       | 2      |
| Religione cattolica o attività alternativa                                                       | 1      | 1       | 1        | 1       | 1      |
| Totale delle ore settimanali                                                                     | 39     | 39      | 39       | 39      | 39     |

Con la riforma Gelmini gli ordinamenti di studio degli istituti d'arte furono soppressi, la formazione delle professioni nelle arti applicate (grafico, arredatore e vari designer) venne completamente trasferita alle accademie di belle arti, anch'esse oggetto di sostanziali riforme, e alle università, e a partire dall'anno scolastico 2010/2011 gli istituti d'arte confluirono nei nuovi licei artistici, perdendo la specificità della formazione professionale-magistrale dei maestri d'arte.

### Sperimentazione liceale
La sperimentazione artistica nasce negli anni sessanta, quando il liceo artistico collegato all'Accademia di belle arti di Brera divenne una scuola a sé stante, come scuola preparativa agli studi artistici superiori in arti come pittura, scultura, grafica e beni culturali. Tale sperimentazione è divenuta popolare nel corso degli anni, e si sono sviluppati dei corsi tradizionali di durata quadriennale (più un anno integrativo per l'accesso all'università di sole 15 ore settimanali).

#### Sezione accademia
| Discipline                                 |        |         |          |         |          |
| Discipline                                 | I anno | II anno | III anno | IV anno | (integ.) |
| ------------------------------------------ | ------ | ------- | -------- | ------- | -------- |
| Letteratura italiana e storia              | 3      | 3       | 4        | 4       | (3)      |
| Lingua inglese                             | -      | -       | -        | -       | (3)      |
| Storia dell'arte                           | 2      | 2       | 2        | 2       | -        |
| Filosofia                                  | -      | -       | -        | -       | (3)      |
| Matematica e fisica                        | 4      | 4       | -        | -       | -        |
| Matematica                                 | -      | -       | -        | -       | (3)      |
| Scienze e geografia generale               | 3      | 3       | -        | -       | -        |
| Chimica e fisica                           | -      | -       | -        | -       | (3)      |
| Educazione visiva                          | 2      | 2       | -        | -       | -        |
| Figura disegnata                           | 10     | 6       | 8        | 8       | -        |
| Figura modellata                           | -      | 4       | 4        | 4       | -        |
| Ornato disegnato                           | 10     | 6       | 8        | 8       | -        |
| Ornato modellata                           | -      | 4       | 4        | 4       | -        |
| Discipline geometriche                     | 4      | 3       | -        | -       | -        |
| Architettura                               | -      | 2       | 4        | 4       | -        |
| Prospettiva                                | -      | -       | 4        | 4       | -        |
| Anatomia artistica                         | -      | -       | 2        | 2       | -        |
| Scienze motorie e sportive                 | 2      | 2       | 2        | 2       | -        |
| Religione cattolica o attività alternativa | 1      | 1       | 1        | 1       | -        |
| Totale delle ore settimanali               | 39     | 40      | 43       | 44      | (15)     |

#### Sezione architettura
| Discipline                                 |        |         |          |         |          |
| Discipline                                 | I anno | II anno | III anno | IV anno | (integ.) |
| ------------------------------------------ | ------ | ------- | -------- | ------- | -------- |
| Letteratura italiana e storia              | 3      | 3       | 4        | 4       | (3)      |
| Lingua inglese                             | -      | -       | -        | -       | (3)      |
| Storia dell'arte                           | 2      | 2       | 2        | 3       | -        |
| Filosofia                                  | -      | -       | -        | -       | (3)      |
| Matematica e fisica                        | 4      | 4       | 4        | 5       | -        |
| Matematica                                 | -      | -       | -        | -       | (3)      |
| Scienze e geografia generale               | 3      | 3       | 2        | -       | -        |
| Chimica e fisica                           | -      | -       | -        | -       | (3)      |
| Educazione visiva                          | 2      | 2       | -        | -       | -        |
| Figura disegnata                           | 10     | 6       | 4        | 4       | -        |
| Figura modellata                           | -      | 4       | 4        | 4       | -        |
| Ornato disegnato                           | 10     | 6       | 4        | 4       | -        |
| Ornato modellata                           | -      | 4       | 4        | 4       | -        |
| Discipline geometriche                     | 4      | 3       | -        | -       | -        |
| Architettura                               | -      | 2       | 4        | 4       | -        |
| Prospettiva                                | -      | -       | 4        | 4       | -        |
| Anatomia artistica                         | -      | -       | 2        | 2       | -        |
| Scienze motorie e sportive                 | 2      | 2       | 2        | 2       | -        |
| Religione cattolica o attività alternativa | 1      | 1       | 1        | 1       | -        |
| Totale delle ore settimanali               | 39     | 40      | 41       | 41      | (15)     |

### Sperimentazioni artistiche
Sono state attivate anche due sperimentazioni quinquennali, con la denominazione Leonardo da Vinci e Michelangelo.

#### Sperimentazione Leonardo
La sperimentazione Leonardo presentava tre indirizzi laboratoriali: architettura e design, figurativo, catalogazione e conservazione dei beni culturali.
| Discipline                                   |        |         |          |         |        |
| Discipline                                   | I anno | II anno | III anno | IV anno | V anno |
| -------------------------------------------- | ------ | ------- | -------- | ------- | ------ |
| Lingua e letteratura italiana                | 5      | 5       | 3        | 3       | 3      |
| Storia e geografia politica                  | 2      | 2       | 2        | 2       | 2      |
| Lingua e letteratura inglese                 | 3      | 3       | 3        | 3       | 3      |
| Filosofia                                    | -      | -       | 2        | 2       | 2      |
| Elementi di diritto                          | -      | -       | 2        | 2       | 2      |
| Matematica e informatica                     | 4      | 4       | 3        | 3       | 3      |
| Fisica e informatica                         | 2      | 2       | 2        | 2       | 2      |
| Scienze e geografia generale                 | 3      | 3       | -        | -       | -      |
| Chimica e laboratorio                        | -      | -       | 3        | 3       | -      |
| Storia dell'arte                             | 3      | 3       | 3        | 3       | 3      |
| Educazione visiva                            | -      | -       | 2        | 2       | 3      |
| Discipline pittoriche                        | 7      | 7       | -        | -       | -      |
| Discipline plastico                          | 4      | 4       | -        | -       | -      |
| Discipline geometriche                       | 4      | 4       | -        | -       | -      |
| Esercitazioni di laboratorio caratterizzante | -      | -       | 10       | 10      | 12     |
| Scienze motorie e sportive                   | 2      | 2       | 2        | 2       | 2      |
| Religione cattolica o attività alternativa   | 1      | 1       | 1        | 1       | 1      |
| Totale delle ore settimanali                 | 40     | 40      | 38       | 38      | 38     |

#### Sperimentazione Michelangelo
I corsi sperimentali assistiti "Progetto Michelangelo" sono stati attivati nel 1993, sia per la sperimentazione artistica sia per l'istituto d'arte. I corsi erano: restauro, architettura e arredo, pittura e decorazione pittorica, scultura e decorazione plastica, rilievo e catalogazione. Il piano di studi era il seguente:
| Discipline                                   |        |         |          |         |        |
| Discipline                                   | I anno | II anno | III anno | IV anno | V anno |
| -------------------------------------------- | ------ | ------- | -------- | ------- | ------ |
| Lingua e letteratura italiana                | 5      | 5       | 3        | 3       | 3      |
| Storia                                       | 2      | 2       | 2        | 2       | 2      |
| Lingua e letteratura inglese                 | 3      | 3       | 3        | 3       | 3      |
| Filosofia                                    | -      | -       | 2        | 2       | 2      |
| Diritto e economia                           | 2      | 2       | -        | -       | -      |
| Matematica e informatica                     | 4      | 4       | -        | -       | -      |
| Matematica                                   | -      | -       | 3        | 3       | 3      |
| Fisica                                       | -      | -       | 2        | 2       | 2      |
| Scienze e geografia generale                 | 3      | 3       | -        | -       | -      |
| Scienze della Terra                          | 3      | -       | -        | -       | -      |
| Biologia                                     | -      | 3       | -        | -       | -      |
| Chimica e laboratorio tecnologico            | -      | -       | 3        | 3       | -      |
| Storia dell'arte                             | 3      | 3       | 3        | 3       | 3      |
| Discipline pittoriche                        | 4      | 4       | -        | -       | -      |
| Discipline plastiche                         | 4      | 4       | -        | -       | -      |
| Discipline geometriche                       | 4      | 4       | -        | -       | -      |
| Geometria descrittiva                        | -      | -       | 2        | 2       | 2      |
| Esercitazioni di laboratorio caratterizzante | 3      | 3       | 8        | 8       | 11     |
| Progettazione di laboratorio caratterizzante | -      | -       | 6        | 6       | 6      |
| Scienze motorie e sportive                   | 2      | 2       | 2        | 2       | 2      |
| Religione cattolica o attività alternativa   | 1      | 1       | 1        | 1       | 1      |
| Totale delle ore settimanali                 | 40     | 40      | 40       | 40      | 40     |

## Iscrizioni
Nell'anno scolastico 2024/2025 gli iscritti sono stati il 4,44%, in calo dello 0,46% rispetto all'anno scolastico 2023/2024